# Geta Brătescu

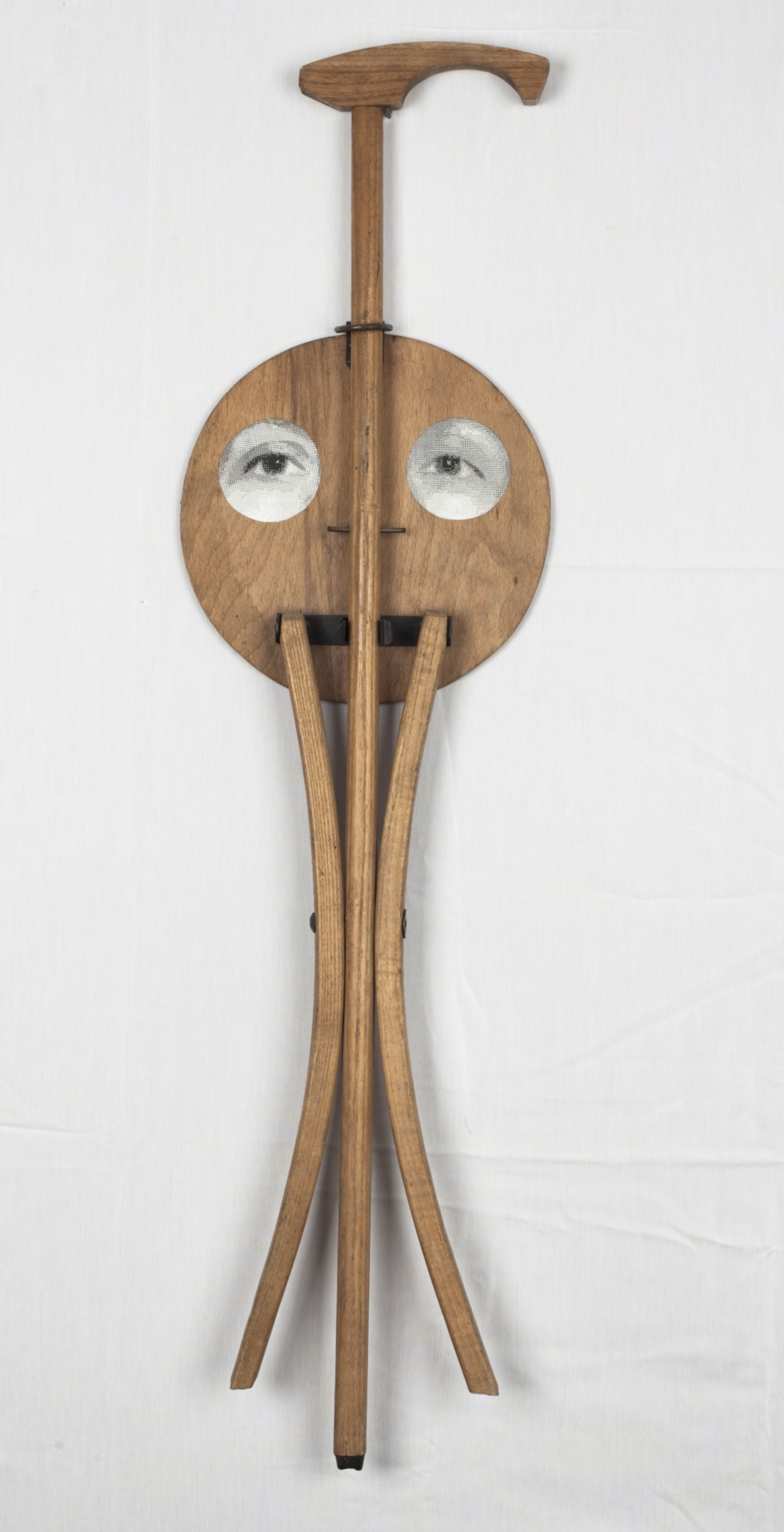
Geta Brătescu, Viajera, 1970. Colección del Museo de Arte Moderno de Varsovia

Geta Brătescu (Ploiești, 4 de mayo de 1926 - Bucarest , 19 de septiembre de 2018) fue una artista visual rumana con obras en dibujo, collage, fotografía, performance, ilustración y cine.
En 2008, Brătescu recibió el doctorado honoris causa de la Universidad Nacional de las Artes de Bucarest por "sus destacadas contribuciones al desarrollo del arte rumano contemporáneo". Brătescu fue directora artística de la revista de literatura y arte Secolul 21. En diciembre de 1999 se celebró una gran retrospectiva de su obra en el Museo Nacional de Arte de Rumanía. En 2015, Brătescu celebró su primera exposición individual en el Reino Unido en la Tate Liverpool. En 2017, fue seleccionada para representar a Rumanía en la 57.ª Bienal de Venecia.

## Biografía
Estudió en la Facultad de Letras de la Universidad de Bucarest entre 1945 y 1949, con George Călinescu y Tudor Vianu, y en la Academia de Bellas Artes, con Camil Ressu. Fue expulsada de esta última antes de terminar la carrera debido al ascenso del partido comunista, ya que sus padres eran propietarios y la consideraban "de mal origen". En 1969 volvió a la universidad, y estudió en el Instituto de Bellas Artes "Nicolae Grigorescu" hasta 1971. Además de arte, estudió literatura, y la estrecha relación entre arte y escritura está presente en gran parte de su obra.
La esfera pública rumana de los años setenta y ochenta era un socialismo fragmentado, en el que no se toleraban formas radicales de provocación estética. Esta presión de la censura empujó a Brătescu y a otros artistas a trabajar únicamente en la intimidad de sus propios estudios. Quizá la obra que más refleja la experiencia de Brătescu con la censura y las actuaciones de motivación política sea su collage de 1978 de autorretratos provocativos titulado Censored Self Portrait (Autorretrato censurado). En estas fotografías, Brătescu se representaba a sí misma con la boca y los ojos sellados por una tira de papel, para expresar metafóricamente su incapacidad de hablar libremente en la esfera pública de la época.
Tras ser excluida de la carrera de Bellas Artes, trabajó como editora de arte, ilustradora y animadora, y también realizó viajes de documentación tanto en Rumanía como en el extranjero para la Unión de Artistas. A su regreso a la universidad, como estudiante de Bellas Artes, tuvo acceso a un estudio que se convirtió en el tema de una serie de obras realizadas a lo largo de la década de 1970 en las que abordaba el estudio como un lugar para redefinir el yo. En la que quizá sea su película más famosa, The Studio (1978), realizada con Ion Grigorescu en un nuevo estudio de la Unión de Artistas, mide su tamaño en el espacio, marcando su lugar en el mundo.
Otras obras de Brătescu de este periodo plantean cuestiones de autoidentidad y desmaterialización, como la performance y fotografía Hacia el Blanco. En la década de 1980 empezó a trabajar con textiles, práctica que describe como "dibujar con una máquina de coser".
Se interesó por numerosas figuras literarias, entre ellas Esopo, Fausto y Medea. Esta última, una figura un tanto antifemenina que mató a sus hijos, fue objeto de una serie de trabajos textiles realizados con retazos de tela que su madre le dio, lo que refleja la compleja relación de Brătescu con el feminismo. A lo largo de sus obras, la línea es una característica dominante, que funciona como un modo de definición, medición y movimiento, desde el dibujo clásico de Hands (1974–76) hasta el cuerpo actuando en el espacio en The Studio (1978). La creación de líneas a través del material continuó dentro de la práctica de Brătescu dentro de la serie de collages Jeu des Formes (Juego de formas).
En 2017, el Ministerio de Cultura rumano seleccionó a Brătescu para representar a Rumanía en la 57.ª Bienal de Venecia. Presentó una obra titulada Geta Brătescu - Apariencias. Brătescu ya había participado dos veces en la Bienal: en 1960, en una exposición colectiva, y en 2013, en el Pabellón Central, junto con otros artistas rumanos como Ștefan Bertalan y Andra Ursuta.
Falleció el 19 de septiembre de 2018 a los 92 años.

## Mercado del arte
Brătescu está representada por Hauser & Wirth desde 2017.

## Exposiciones seleccionadas
- 2018 – Geta Brătescu. Los Saltos de Esopo, Hauser & Wirth, Los Ángeles, Los Ángeles CA[14]
- 2017 – Geta Brătescu. Los Saltos de Esopo, Hauser & Wirth, Nueva York NY[14]
- 2017 – Geta Brătescu – Apariţii (Geta Brătescu – Apariciones), Pabellón Rumano de la Bienal de Venecia, Venecia, Italia

## Escritos
- De la Veneția la Veneția. Jurnal de calatorie (Meridiano, Bucarest, 1970)[15]
- Atelier Continuu (Cartea Românească, Bucarest, 1985)[16]
- Atelier Vagabond (Cartea Românească, Bucarest, 1994)[17]
- AR Roman (Fundația Culturală Secolul 21, Bucarest, 2000)[18]
- Peisaj cu om, proză scurtă (Fundația Culturală Secolul 21, Bucarest, 2002)[19]
- Ziua și Noaptea (Fundația Culturală Secolul 21, Bucarest, 2004)[20]
- Copacul din curtea vecină (Fundația Culturală Secolul 21, Bucarest 2009)[21]

## Ilustraciones seleccionadas
- Goethe -Faust, traducido por Ștefan Augustin Doinaș ilustraciones de Geta Brătescu, Editura Univers, 1983
- Madre Coraje de Bertolt Brecht
- La Peste de Albert Camus, Revista "Secolul 20", p. 75–165, Nr.6, anular 1964
- Maquetación, Concepto y Revisión en Secolul 20/21

## Tributo
El 4 de mayo de 2021, Google celebró su 95 cumpleaños con un Google Doodle.